# Piotr Mordel
Piotr Mordel (* 10. April 1961 in Lublin) ist ein in Berlin tätiger polnischer Kabarettist, Grafiker, Gründer des Mordellus Press-Verlages und des Clubs der Polnischen Versager.

Er absolvierte 1983 sein Studium an der elektrischen Fakultät der Polytechnischen Hochschule in Lublin und 1997 sein Studium an der Schule für Computergrafik in Berlin. Während des Kriegsrechts war er in Lublin in illegalen Verlagsinitiativen tätig. 1987 wurde er vom polnischen Sicherheitsdienst festgenommen. Seit 1988 wohnt er in Berlin. 1992 gründete er in Berlin die „Mordellus Press“–Verlagsanstalt, die bis 2000 etwa vierzig literarische Werke in deutscher und polnischer Sprache herausgab.
Er ist im 2001 gegründeten Berliner Club der polnischen Versager als Vorstandsmitglied, Schauspieler und Moderator aktiv.
Im Rahmen des Clubs nimmt er an jedem Samstag um 21:37 am „Adam Gusowski und Piotr Mordel Leutnant-Show“ bei Radio Multikulti des rbb teil. Piotr Mordel ist auch im deutsch-polnischen Magazin „Dialog“ als Grafiker tätig.

## Werke
- Der Club der polnischen Versager (mit Adam Gusowski) : Reinbek bei Hamburg : Rowohlt-Taschenbuch-Verlag, Rowohlt Bücher rororo 2012 : ISBN 978-3-499-62985-3
- Der Club der polnischen Versager [Elektronische Ressource] (mit Adam Gusowski) : Reinbek : Rowohlt Digitalbuch, 2012, 1. Aufl.